# Charles de Jaubert
Charles Louis de Jaubert (ur. 19 kwietnia 1864 w Paryżu, zm. 13 czerwca 1935) – francuski baron i strzelec, olimpijczyk. 
Dwukrotny uczestnik igrzysk olimpijskich (IO 1900, IO 1912). W Paryżu zajął 7. miejsce w trapie. Na igrzyskach w Sztokholmie był dwukrotnie 6. w konkurencjach drużynowych (pistolet pojedynkowy z 30 m i trap). Indywidualnie najwyższą lokatę osiągnął w rundzie podwójnej do sylwetki jelenia, w której zajął 10. pozycję. 

## Wyniki

### Igrzyska olimpijskie
| Igrzyska       | Konkurencja                           | Wynik                             | Miejsce | Źródło |
| -------------- | ------------------------------------- | --------------------------------- | ------- | ------ |
| Paryż 1900     | Trap                                  | 12 pkt.                           | 7       | [ 1 ]  |
| Sztokholm 1912 | Pistolet pojedynkowy, 30 m            | 229 pkt.                          | 36      | [ 2 ]  |
| Sztokholm 1912 | Pistolet pojedynkowy, 30 m, drużynowo | 1041 pkt. (druż.) 275 pkt. (ind.) | 6       | [ 3 ]  |
| Sztokholm 1912 | Runda podwójna do sylwetki jelenia    | 60 pkt.                           | 10      | [ 4 ]  |
| Sztokholm 1912 | Trap                                  | 77 pkt. (15–25–37)                | 26      | [ 5 ]  |
| Sztokholm 1912 | Trap, drużynowo                       | 90 pkt. (druż.) 15 pkt. (ind.)    | 6       | [ 6 ]  |